# Enrico Magenes
Enrico Magenes   (Milà, 15 d'abril de 1923 - Pavia, 2 de novembre de 2010) va ser un matemàtic italià.

## Vida i obra
Magenes, qui havia rebut dels seus pares una formació catòlica i contrària al règim feixista imperant a Itàlia en aquella época, va començar els estudis de matemàtiques a la Scuola Normale Superiore de Pisa el 1938, essent un membre molt actiu de la Azione Cattolica. El 1941 es veu obligat a interrompre els estudis per la Segona Guerra Mundial i es trasllada a Pavia, on va ser un dels promotors del partit Democrazia Cristiana i, com a tal, va ser membre del Comitato di Liberazione Nazionale (CLN) local. El Comité, format per Magenes, Ferruccio Belli (comunista), Luigi Brusaioli (republicà), Angelo Balconi (militar) i Lorenzo Alberti (socialista), va ser detingut per la policia italiana el gener de 1944. Van estar empresonats a Pavia fins al juliol de 1944, quan van passar a la presó de San Vittore de Milà sota la custòdia de les SS alemanyes que els van deportar a Bolzano. El setembre de 1944, juntament amb altres italians dissidents, van ser traslladats al camp de concentració de Flossenbürg, en el qual va morir Brusaioli i des del qual, Belli i Magenes van ser enviats al camp de concentració de Kottern-Weidach (una filial de Dachau), Balconi al camp de concentració de Gusen (on va morir el 1945) i Alberti al camp de concentració de Buchenwald. Magenes, Belli i Alberti van ser alliberats per les tropes americanes l'abril/maig de 1945. No van retornar a Pavia fins al juliol de 1945.
Aquest mateix any, Magenes va reprendre els seus estudia a Pisa on es va graduar el 1947 amb una tesi dirigida per Leonida Tonelli i Giovanni Sansone en la qual estudiava el problema dels límits de l'equació diferencial {\displaystyle y^{(n)}=\lambda f(x,y,y',\ldots ,y^{(n-1)})}. El 1948 va participar en el primer congrés post-bèl·lic de la Unió Matemàtica Italiana, del qual va deixar un testimoni molt vívid.
Des del 1948 fins al 1959 va ser professor successivament de les universitats de Pàdua, Mòdena i Gènova, fins que va ser nomenat professor de la universitat de Pavia, en la qual va romandre fins a la seva jubilació el 1996 quan va passar a ser professor emèrit.
El principal camp de treball de Magenes va ser l'anàlisi matemàtica, en el qual destaquen els seus treballs conjunts amb Jacques-Louis Lions a partir de 1957, i que van culminar amb el seu tractat en tres volums (1968-1970) Problèmes aux limites non homogènes et applications. Sempre va mantenir una forta inclinació per la didàctica de les matemàtiques que el va fer participar en nombrosos projectes de millora dels plans d'estudi i dels sistemes d'ensenyament. Va ser autor o coautor de més de cent-vint articles científics publicats en les revistes més prestigioses.
L'any 2003 va rebre el Premi Lagrange atorgat per segona vegada pel Consell Internacional de Matemàtiques Industrials i Aplicades (ICIAM). Va ser president de la Unione Matematica Italiana entre 1973 i 1975 i també va ser un dels promotors de la creació del Collegio universitario Santa Caterina di Siena a Pavia.